# Mimi d'Estée
Mimi d'Estée, née Reine Césarine Berthe Leborgne, est une comédienne française, active au Canada, née le 9 février 1908 dans le 14e arrondissement de Paris en France et morte le 8 mars 2004 à Montréal, à l'âge de 96 ans. 

## Biographie
Elle s'installe en 1913 au Canada. Elle tient plusieurs rôles au théâtre et au cinéma, ainsi qu'à la télévision pour laquelle elle interprète de nombreux téléromans : 14, rue de Galais (1954-1957), La Pension Velder (1957-1961), Le Clan Beaulieu (1978-1982), L'Or et le Papier (1989-1992).
Au cinéma, elle joue notamment dans le film américain Whispering City et dans sa version française La Forteresse en 1947. Elle fait également partie de la distribution de Agnès de Dieu avec Jane Fonda en 1985, puis du film Mouvements du désir de Léa Pool en 1994.
Elle a été mariée au comédien et dramaturge Henry Deyglun (1903-1971) avec lequel elle a eu deux enfants, dont Serge Deyglun (1929-1972).